# Anatomisk teater

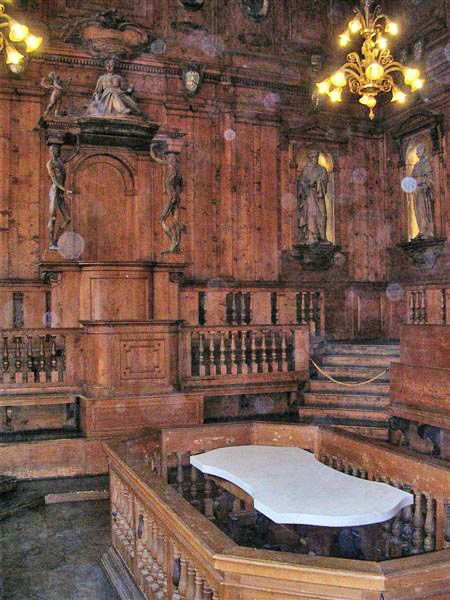
Anatomisk teater i Archiginnasio (Universitetet i Bologna) från 1637.

En anatomisk teater är ett rum som används när man undervisar i anatomi. De fanns framför allt i de tidigaste av de moderna universiteten. Den första anatomiska teatern byggdes 1594 vid Universitetet i Padua. 
Den anatomiska teatern var vanligtvis ett rum format ungefär som en amfiteater. I centrum fanns ett bord på vilket man placerade kropparna av döda människor som man skar upp (obducerade) och förevisade. Runt bordet fanns flera varv av cirkulära, elliptiska eller åttkantiga våningar (högre längre bak) med räcken, där studenter eller andra observatörer kunde stå med god utsikt över det som fanns och gjordes på obduktionsbordet.  
Den mest kända anatomiska teatern i Sverige är den anatomiska teater Olof Rudbeck d.ä. lät anlägga på taket av Gustavianum, det dåvarande universitetshuset för Uppsala universitet, mellan åren 1662–1663. Namnet Gustavianum kommer från Gustav II Adolf som på 1620-talet donerade pengar till uppförandet av byggnaden. Gustavianum är Uppsala universitets gamla huvudbyggnad men sedan 1997 fungerar huset som plats för museet Gustavianum, Uppsala universitetsmuseum. I Köpenhamn har funnits Domus Anatomica och senare Theatrum anatomico-chirurgicum.

## Bilder

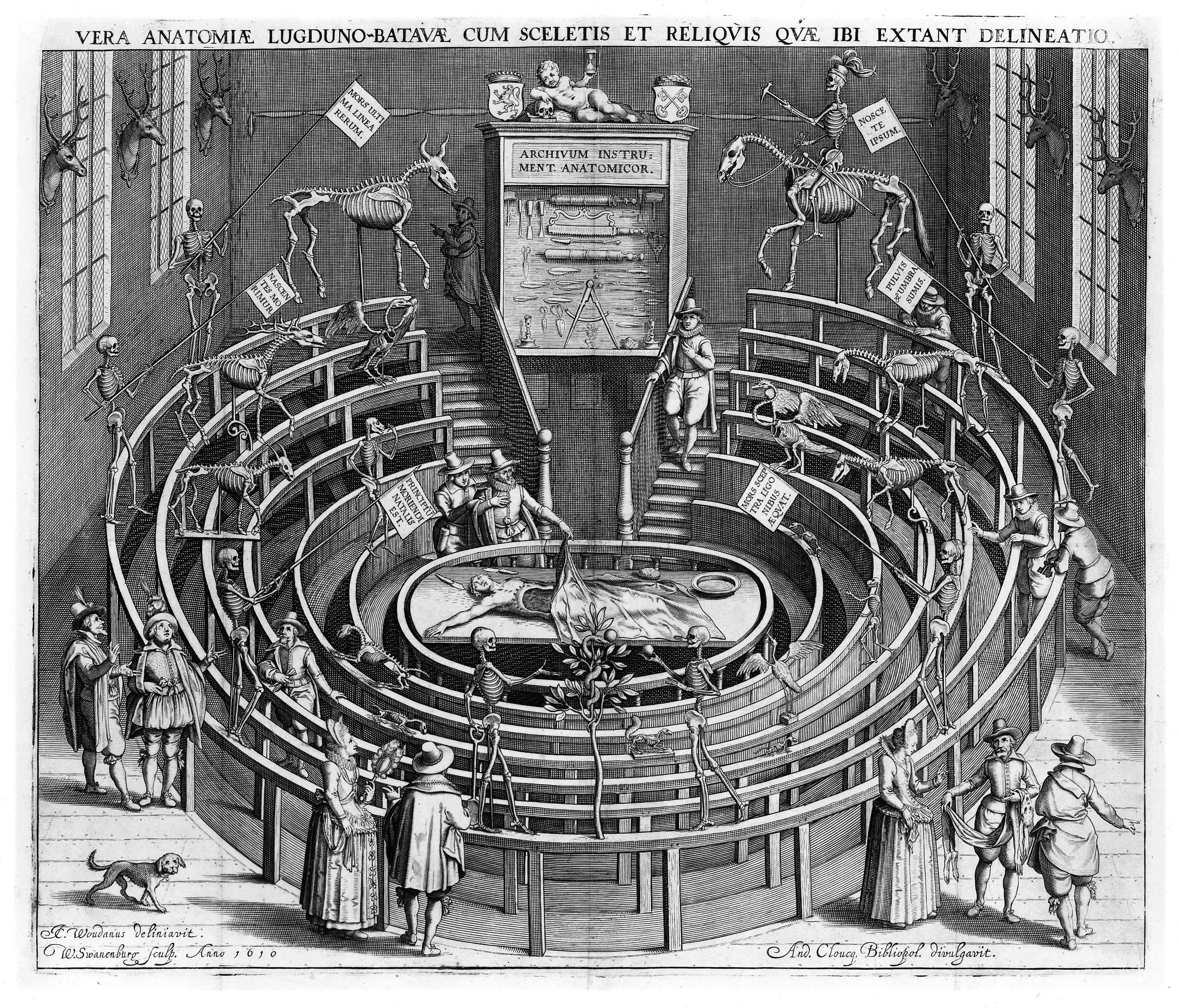
Anatomiska teatern vid Leidens universitet, tidigt 1600-tal.
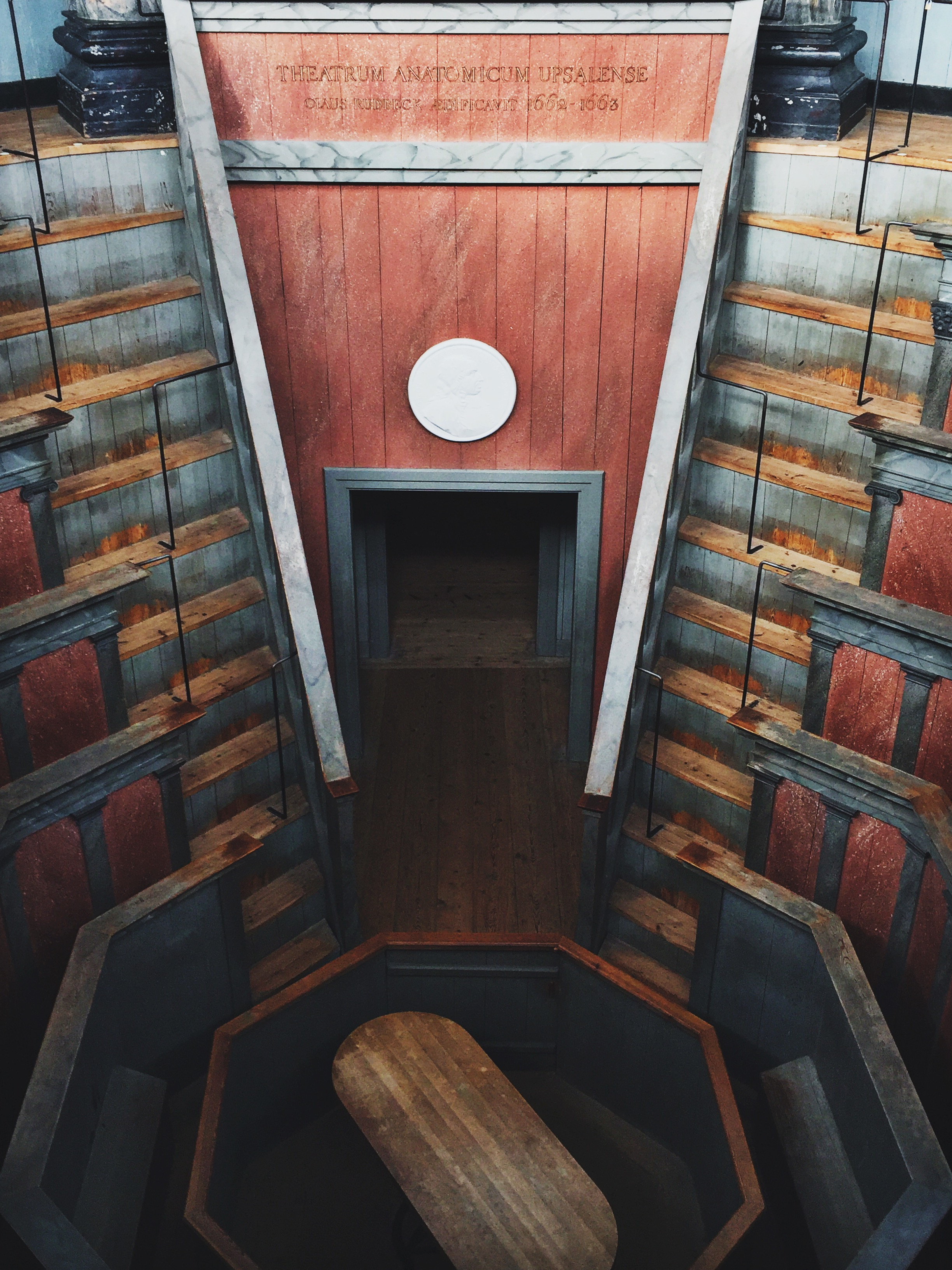
Anatomiska teatern i Gustavianum - Uppsala universitetsmuseum.
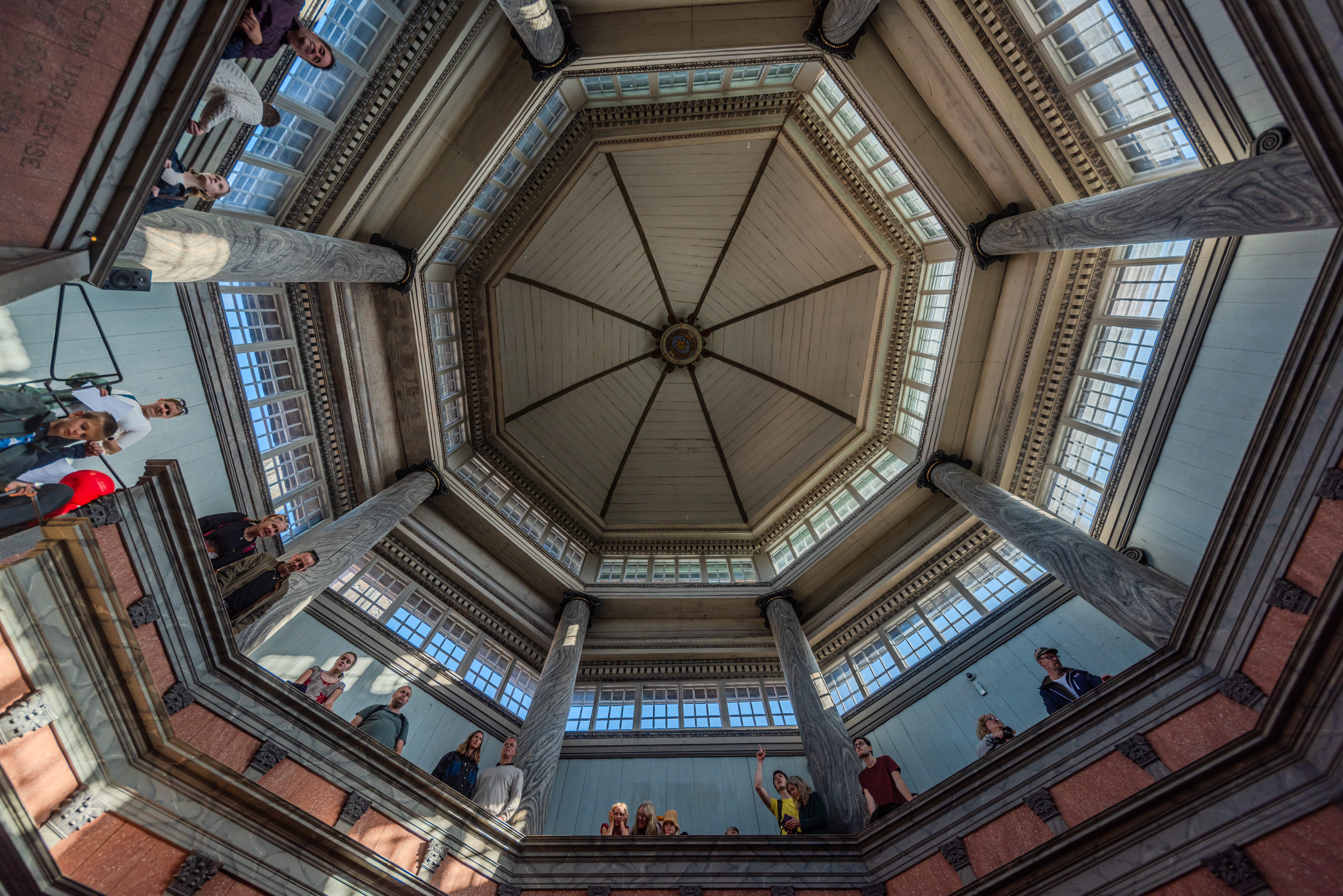
Taken i Gustavianum byggt för att maximera ljusinsläppet.